# Alexandre Stoessel
Pour les articles homonymes, voir Stoessel.
Alexandre Anatolievitch Stoessel, né le 23 juillet 1876 et mort le 1er juin 1933 à Paris, est un officier russe qui prit part à la guerre civile russe du côté des armées blanches. C’est le fils du général Stoessel (1848-1915).

## Biographie
Alexandre Stoessel poursuit ses études au 1er corps de cadets de Moscou et entre dans l’armée le 1er septembre 1894. En 1896, il termine l’école militaire Alexandre réservée aux officiers, et il est nommé sous-lieutenant au 9e régiment de fusiliers. Le 12 août 1896, il est versé au 2e régiment des fusiliers de la Garde de Tsarskoïe Selo. Il est élevé au grade de lieutenant, le 12 août 1900, de lieutenant-capitaine le 12 août 1904, de capitaine, le 12 août 1908.
Il combat au début de la Première Guerre mondiale en tant que colonel et il est nommé commandant de son régiment en novembre 1916, puis il passe au 152e régiment d’infanterie de Vladikavkaz. Après la Révolution d'Octobre, il devient commandant dans l’Armée blanche dans un bataillon de fusiliers. En avril 1919, il commande le bataillon qui s’intègre à l’été au 2e régiment de marche de la Garde blanche. Il commande le régiment en septembre. En décembre 1919, il est délégué par le général Schilling (ru) pour commander toute la zone d’Odessa. Il a la responsabilité d’évacuer par bateau les civils et les militaires en fuite vers la Roumanie et la Yougoslavie. Il refuse d’embarquer et combat les Bolchéviques arrivés aux abords d’Odessa, notamment à Seltz, où se déroule une bataille. Il n’a que six cents hommes, mais il est obligé de poursuivre le combat pour permettre la fuite des civils par mer. Ses troupes rejoignent celles du général Bredov qui sont refoulées par la Roumanie et évacuent en remontant le Dniestr vers la Pologne, où elles sont parquées dans d’anciens camps de prisonniers allemands, et où un grand nombre meurt du typhus. Sept mille soldats sur les vingt-trois mille soldats de différents régiments de l’Armée blanche du début de la marche, sont ensuite dirigés vers la Crimée en août 1920, où ils se disloquent et fuient à l’ouest par bateau. Le colonel demeure en Crimée, où il participe aux derniers combats, puis il parvient à émigrer en France en 1921.
Il termine sa vie à Paris, où il était devenu en 1931 président de l’association des anciens du 2e régiment des fusiliers de la Garde.

## Décorations
- 1910 : Ordre de Saint-Stanislas de 2e classe
- 1913 : Ordre de Sainte-Anne de 2e classe
- 1916 : Ordre de Saint-Georges de 4e classe, avec armes le 4 mars 1917.